# 久野譜也
久野 譜也（くの しんや、1962年9月13日 - ）は、岐阜県岐阜市出身、筋力・運動・健康政策の研究者、博士（医学）。
総合的な健幸政策である「スマートウエルネスシティ」という概念を首長らと創出するとともに、「健康無関心層対策」「健康ポイント事業」といったカバー率を高める社会技術の確立に寄与した。

## 経歴
岐阜県立岐阜高等学校卒業後、筑波大学および同大学院でスポーツ生理学、スポーツ医学などを学ぶ。体育学修士、医学博士を取得。
その後、東京大学教養学部保健体育科助手、東京大学大学院総合文化研究科生命環境科学系助手、筑波大学先端学際領域研究センター講師、カリフォルニア大学Davis医学部客員研究員などを経て、筑波大学大学院人間総合科学研究科スポーツ医学専攻助教授、同教授（2020年より筑波大学人間総合科学学術院に名称変更）。
この間に産官学連携で健康に関する社会課題を解決するため、筑波大学発ベンチャー株式会社つくばウエルネスリサーチを起業。代表取締役社長を兼任。
高齢者の健康寿命延伸を目的とした運動プログラムの開発に取り組み、その後、「スマート・ウエルネス・シティ（SWC）」の概念を提唱し、自治体とともに健幸まちづくりの社会実装を推進する。
また、スポーツ庁や厚生労働省等の委員を務めるとともに、経済産業省、国土交通者、内閣府など中央官庁の研究事業等を受託し、政策立案にも関与している。

## 人物
座右の銘は「百折不撓」（幾度失敗しても志をまげないこと）。

### 受賞歴
- 第9回健康寿命をのばそう！アワード 厚生労働省健康局長 優秀賞（SWC協議会、健幸アンバサダープロジェクト）[3]
- サービス産業生産性協議会 第4回 ハイ・サービス日本300選
- 創業・ベンチャー国民フォーラム Japan Venture Awards 起業家部門 委員長特別賞
- つくばベンチャー協会（NPO法人つむぎつくば）第1回つくばベンチャー大賞
- 内閣府 第1回産学官連携功労者表彰 科学技術政策担当大臣賞
- 日本バイオメカニクス学会 奨励賞　など

### 主な委員歴
- 日本体力医学会 学術委員会 委員（1997年～）
- スポーツ庁 スポーツ審議会 委員（2020年3月～2022年3月）
- 奈良県 なら健康長寿基本計画推進戦略会議 委員（2020年3月～2022年2月）
- 一般社団法人スマートウエルネスコミュニティ協議会 副理事長（2020年8月～2021年7月）[4]
- 千代田区保健所 新たな健康づくり推進事業検討会 委員（2017年6月～2019年3月）
- 内閣府 地方創生推進室 環境未来都市推進委員会 委員（2017年4月～2019年3月）
- 国土交通省 自転車の活用推進に向けた有識者会議 委員（2017年7月～2018年6月）

## メディア出演

### TV
- 「世界一受けたい授業」（日本テレビ）
- 「THE TIME´」（TBS）
- 「スポーツプラス」（NHK総合）
- 「あさイチ」（NHK）

### 著書
- 『筋トレスイッチ』　草思社 2023
- 『血糖値がみるみる下がる！ダブルスクワット 』 文響社 2022
- 『60歳からの「筋活」～一生歩ける・動ける体のつくり方～ 』 三笠書房 2020
- 『死ぬまで歩ける！7秒体操』 世界文化社 2019
- 『大腿骨を折らない体づくり 』 主婦の友社 2018
- 『100歳まで動ける体になる 筋リハ』 幻冬舎 2017
- 『寝たきり老人になりたくないなら大腰筋を鍛えなさい』 飛鳥新社 2014
- 『股関節の痛みを取ると健康になる』　PHP研究所 2011　など

共著
- 『鍼灸マッサージ師のためのスポーツ東洋療法 』 医道の日本社 2018
- 『今度こそできる！糖尿病運動療法 サイエンス＆プラクティス 』 医歯薬出版 2018
- 『動すると筋肉は変わるのか？―運動と筋線維のタイプ― 』 中山書店 2008
- 『運動機能の加齢変化 』　ワールドプランニング 2008　など

監修
- 『面白いほどわかる シニアのための筋肉の新常識 』 TJMOOK 2023
- 『70・80・90歳の“若返り”筋トレ 』 NHK出版 2021
- 『健康長寿のまちづくり』 時評社 2017
- 『超高齢社会〈第4弾〉未知の社会への挑戦 』 時評社 2017
- 『人口減・高齢社会の処方箋としてのSmart Wellness City 』 都市と交通 2012
- 『筋力再生トレーニング 』 洋泉社 2012